# Центральный район (Днепр)
Центральный район (укр. Центральний район) — административный район города Днепра (Украина).
Адрес администрации: 49038, г. Днепр, ул. Князя Ярослава Мудрого, 42 (на карте)
Глава районного совета — Клюев Артём Геннадьевич.

## История
Дата создания 12 марта 1932 года.
В мае 1932 года был создан Центральный Нагорный район, который через два года, после гибели С. М. Кирова, был переименован в Кировский.
26 ноября 2015 года распоряжением и. о. городского головы в процессе декоммунизации район переименован в Центральный.

## Население

### Языковой состав
Родной язык населения по данным переписи 2001 года:
| Язык       | Численность, чел. | Доля     |
| ---------- | ----------------- | -------- |
| Украинский | 26 332            | 37,03 %  |
| Русский    | 43 988            | 61,85 %  |
| Другое     | 795               | 1,12 %   |
| Итого      | 71 115            | 100,00 % |